# Маргенау
Маргена́у — село в Исилькульском районе Омской области, административный центр Кухарёвского сельского поселения.

## География
Расположено возле Транссибирской железнодорожной магистрали, 25 км восточнее районного центра, города Исилькуля и 120 км западней областного центра, города Омска.
Село расположено на востоке Исилькульского района в лесостепи в пределах Ишимской равнины, относящейся к Западно-Сибирской равнине. К северу расположен Камышловский лог. В окрестностях — редкие осиново-берёзовые колки и полезащитные лесополосы. Почвы — чернозёмы остаточно-карбонатные. Высота центра населённого пункта — 124 метра над уровнем моря.
По автомобильным дорогам расстояние до областного центра города Омск — 140 км, до районного центра города Исилькуль 23 км. Ближайшая железнодорожная станция Кухарёво расположена в 3 км к востоку от села.
Климат
Климат умеренный континентальный (согласно классификации климатов Кёппена-Гейгера — тип Dfb). Среднегодовая температура положительная и составляет +1,3 °С, средняя температура самого холодного месяца января −17,5 °C, самого жаркого месяца июля +19,4 °С. Многолетняя норма осадков — 377 мм, наибольшее количество осадков выпадает в июле — 65 мм, наименьшее в феврале и марте — 13 мм.

## История
Земли, расположенные вдоль Транссибирской железной дороги, в 1899—1901 годах были переданы правительством русским офицерам-казакам. В 1901 году офицер Ляпин получил землю, на которой в настоящее время находится село Маргенау, так в 1902 году образовался посёлок Ляпино. В 1902 году из Бессарабии на поселение приехали Кафтан и Махшер. Они поселились в Ляпино. Чуть позже сюда из Бессарабии приехали богатые голландцы братья Риге, ЭПП, ЭКК, братья Резеры, Винс Мирау, Гардер, Рамм.
Они-то и переименовали село в Маргенау[как?], что означает в переводе с немецкого «утренняя заря». Так называлась деревня, откуда они приехали в Сибирь. Село относилось к Николаевской волости Омского уезда Акмолинской области.
В селе имелась меннонитская община. В 1907 году был открыт молельный дом
В 1909 году открылась начальная школа. Обучение велось на немецком языке, а в 1917—1918 годах была построена семилетняя школа.
В 1913 году у местного крестьянина Ранна появился первый трактор. У него была мельница, 40 лошадей, трактор, сельхозорудия, более 100 овец, в хозяйстве работали десятки батраков — в основном австро-венгерские и немецкие военнопленные. Возле станции Кухарёво кулаки построили элеватор, чтобы было выгодно сбывать зерно
В 1924 году возникла ячейка коммунистов. В том же году открыта средняя школа. В 1927 году было организовано меннонитское кредитное товарищество. В 1929 году был образован колхоз «Коминтерн». Первоначально он состоял из пяти семей-бедняков. Позднее организован колхоз «Привет». Объединял хозяйства сёл Маргенау, Ивановка, Розовка, Пролетаровка. В 1941 году в Маргенау было депортировано много немцев из Поволжья, в основном из Саратовской области.
В 1945 году в Маргенау организована МТС. В МТС было 27 комбайнов, 32 трактора 4 автомобиля. В 1949 году была построена мастерская МТС. В 1950 году открыт дом культуры.
В 1950-х годах началось укрепление колхозов. В 1962 году с центральной усадьбой в селе Маргенау в результате объединения колхозов имени Николая Островского (село Пробуждение), «Муравей» (село Муравей), «Пахарь» (село Пахарь), «Заря Свободы» (село Красный Борок), «Привет» (село Маргенау, Ивановка, Розовка, Пролетаровка), имени Энгельса (Гофнунгсталь, Надеждовка), имени Чкалова (село Пучково) был организован колхоз «Сибирь».

## Население
| 1926 | 2002 | 2010 |
| ---- | ---- | ---- |
| 205  | ↗789 | ↘701 |

Динамика численности населения по годам:
| 1920 | 1970 | 1979 | 1989 |
| ---- | ---- | ---- | ---- |
| 218  | 678  | 674  | 873  |

В 1989 году немцы составляли 62 % населения села

## Культура
В 1970-х годах в селе был установлен памятник в честь погибших воинов во время Великой Отечественной войны. В селе также имеются стадион, парк, торговый центр, дом культуры, комбинат бытового обслуживания, фельдшерский пункт, столовая, детский сад, почта, школа.

### Маргенауская средняя школа
До 1909 года школы в селе не было, обучение проходило на дому, в деревне Ивановка.
В 1909 году, под первою школу в посёлке, был куплен дом.
В 1924—1925 гг. было построено новое здание школы.
В 1956 году было построено ещё одно школьное здание с четырьмя классными комнатами.
В 1968 году была построена двухэтажная средняя школа.
В 1984—1985 гг. к школе было пристроено новое, трёхэтажное школьное здание.